# Транспортная система Мельбурна

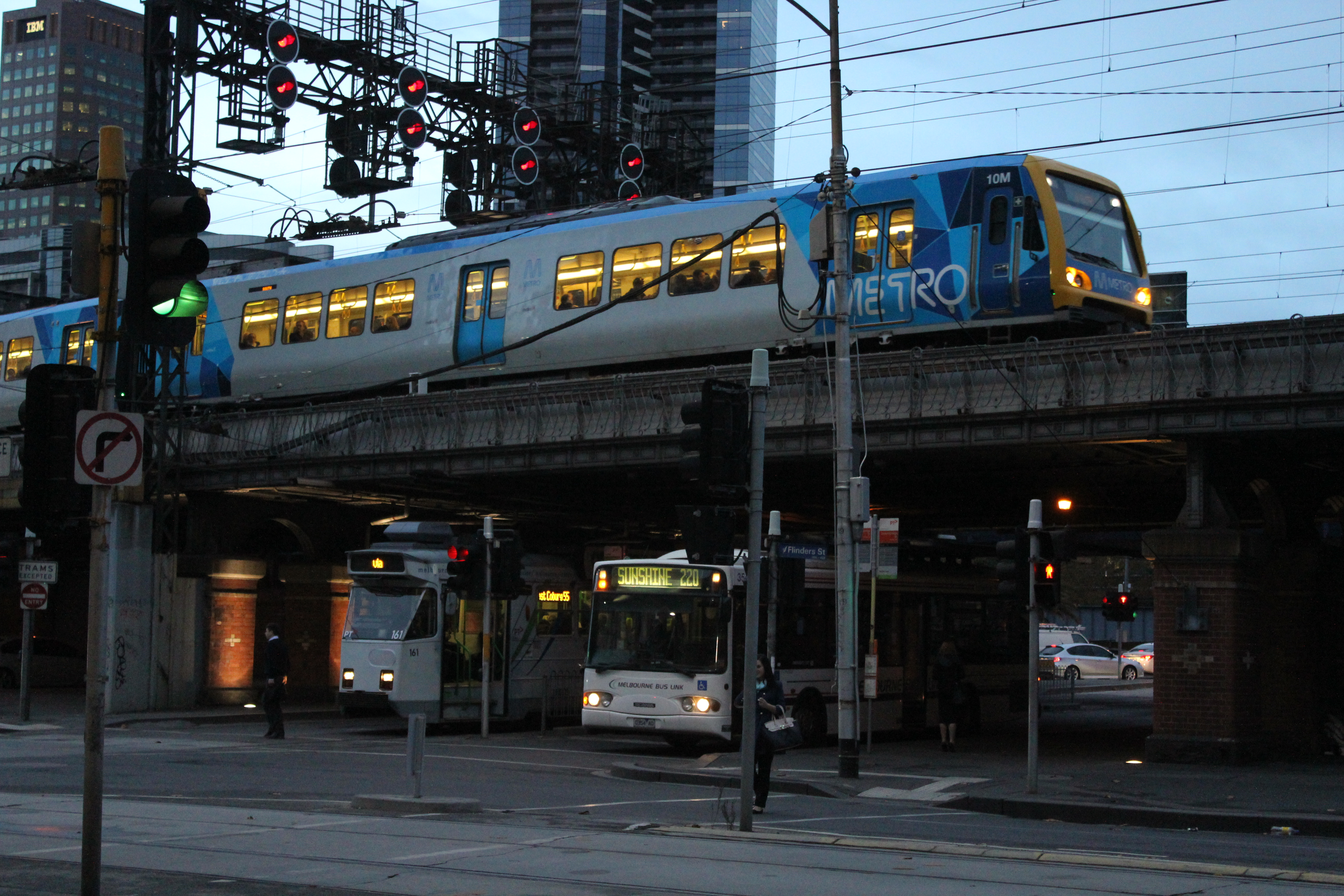
Трамвай компании Yarra Trams Z-класса рядом с автобусом Scania перевозчика Melbourne Bus Link, с проезжающим поездом X’Trapolis 100 метрополитена Мельбурна

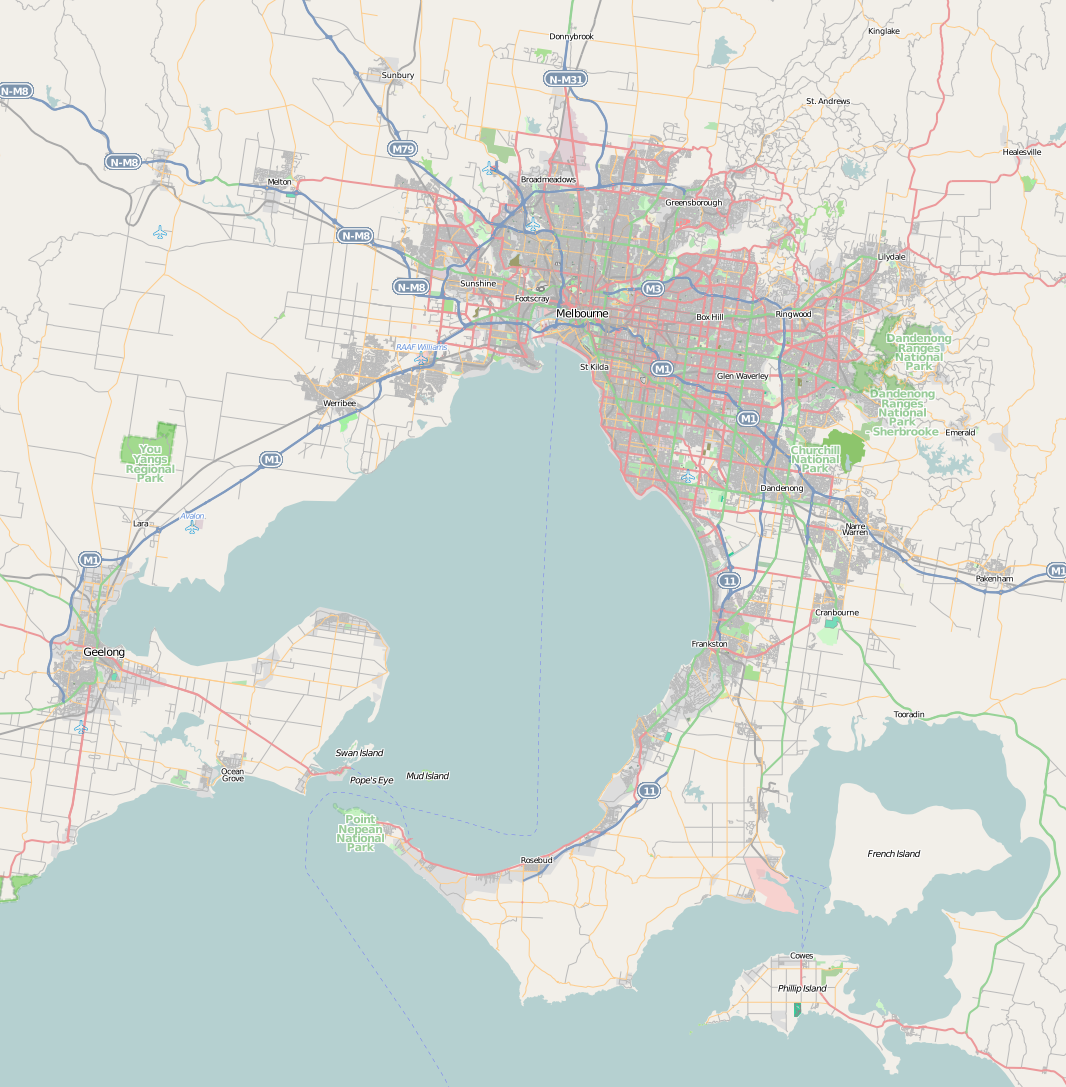
Дорожная карта транспортной системы Мельбурна составленная OpenStreetMap

Транспортная система Мельбурна, столицы штата Виктория, Австралия, состоит из различных категорий транспорта взаимосвязанных между собой. В Мельбурне существует развитая сеть городского транспорта, а также междугородних и региональных пассажирских перевозок. Большинство маршрутов дорожного транспорта проходит и соединяет все городские районы, при наличии крупнейшей в Австралии сети автострад. Общественный транспорт, включая крупнейшую в мире трамвайную сеть, систему железных дорог и автобусные перевозки, является ключевой частью транспортной системы. Также популярными видами передвижения являются: пешие прогулки, езда на велосипеде и коммерческие пассажирские перевозки, например такси. Мельбурн является оживленным региональным транспортным узлом, обладая сетью пассажирских железных дорог штата, автобусных перевозок на дальние дистанции и межгосударственных железнодорожных перевозок в Новый Южный Уэльс и Южную Австралию. Грузовой транспорт составляет значительную часть перевозок, осуществляемых из порта Мельбурна, аэропорта Мельбурна и промышленных районов по всему городу.
По данным австралийской переписи 2016 года, Мельбурн имеет второй по величине показатель использования общественного транспорта, среди столиц штатов Австралии, для поездок на работу — 19 %, первым является Сидней с 27 %. В 2017—2018 годах в столичной сети общественного транспорта Мельбурна было совершено 565 миллионов пассажирских поездок. В Мельбурне самый высокий показатель доли дорожного покрытия на душу населения, среди городов Австралии, за счёт сети автострад, по размеру и масштабу, сопоставимой с Лос-Анджелесом и Атлантой. Это объяснимо тем, что большая часть автомобильной промышленности Австралии была расположена в Мельбурне, до остановки производства в конце 2017 года. Правительство штата, в рамках стратегии Мельбурн 2030, принятой в 2002 году, установило цель снизить долю личного автотранспорта до 80 процентов к 2020 году. Тем не менее, эта цель не была достигнута, процент использования личного автотранспорта не показал того снижения, которое прогнозировалось..

## Хронология
- 1837: Осуществлена реализация плана Ходдла, первого градостроительного плана Мельбурна.
- 1844: Открыт платный мост Princes Bridge, соединяющий улицу St Kilda Road, первый через реку Ярра.
- 1849: Главные улицы Мельбурна вымощены.
- 1850: Отмена платы за пользование моста.
- 1854: Открытие железнодорожного Вокзала Флиндерс-стрит и первой железнодорожной линии до Порта Мельбурна.
- 1858: Открытие станции Spencer Street, соединившей Мельбурн со всей Викторией.
- 1885: Появление трамваев на канатной тяге до Hawthorn.
- 1889: Появление электрического трамвая между Doncaster и Box Hill
- 1890: Планирование железнодорожной линии Doncaster.
- 1912: Электрификация пригородной железнодорожной сети
- 1919: Вокзал Флиндерс-стрит получает статус главного пригородного железнодорожного терминала.
- 1934: Флиндерс-стрит объявлен вокзалом с самой большой проходимостью в мире.
- 1940: Предложен детальный план улучшения пригородной железной дороги в центре города.
- 1966: Усовершенствован перекрёсток St Kilda Junction, а также сделан подземный пешеходный переход Queens Way пересекающий новые автомагистрали Dandenong Road и Punt Road.
- 1969: Реализован транспортный план Мельбурна.
- 1970: Частичное обрушение моста West Gate Bridge, а также запуск подземной железнодорожной кольцевой линии Мельбурна.
- 1971: Начало реализации проекта метрополитена Мельбурна.
- 1977: Открытие первой секции шоссе Eastern Freeway с разрешением на строительство вдоль него железнодорожной линии Doncaster. Открытие моста West Gate стоимостью $202 миллиона, а также расширение шоссе Ходдла до четырёх полос за счёт сноса зданий на восточной стороне улицы Ходдла.
- 1980: Итогом исследования Lonie Report стала рекомендация заменить 50 % трамвайной сети автобусами, которая не снискала поддержки.
- 1981: Открытие линии метрополитена.
- 1982: Транспортный закон внесен в парламент Виктории.
- 1983: Одобрение транспортного закона от 23 июня, вступившее в силу 1 июля. В соответствии с ним создаются: государственное Транспортное управление, столичное управление по регулированию пассажиропотока, Управление дорожного строительства и дорожного движения. Железные дороги Виктории, столичные трамвайные пути Мельбурна и Дорожный Совет штата Виктория были упразднены.
- 1985: Отмена платы за проезд по мосту West Gate Bridge.
- 1989: Начало строительства Western Ring Road стоимостью $631 млн.
- 1992: С приходом к власти Jeff Kennett, en:Alan Brown (Australian politician)Alan Brown назначен Министром общественного транспорта, а Bill Baxter министром дорог и портов.
- 1994: Запуск бесплатного туристического трамвайного маршрута по городу.
- 1995: Открытие юго-восточной железнодорожной ветки Cranbourne railway line и принятие парламентом закона о конкуренции общественного транспорта.
- 1996: Начало строительства сети платных дорог CityLink стоимостью $2 миллиарда и принятие парламентом закона о железнодорожных корпорациях.
- 1997: Начало проектирования франчайзинговой сети общественного транспорта.
- 1998: Законодательством устанавливается назначение Дирекции общественным транспортом для управления услугами общественного транспорта, землей и активами общественного транспорта.
- 1999: Открытие Western Ring Road и Bolte Bridge, второго по величине моста через реку Ярра. Начало правительственного исследования для модернизации транспортной инфраструктуры[10]. Устанавливается взаимодействие Дирекции общественным транспортом и франчайзингом.
- 2002: Министр транспорта Peter Batchelor заявил, что проект железнодорожного сообщения между аэропортом и городом Tullamarine будет реализовано не менее чем через 10 лет. Также министр озвучивает обязательства по усовершенствованию автобусного сообщения до аэропорта[11]. Правительство штата анонсирует проект отчета о развитии Мельбурна до 2030 года, направленный на решение проблемы роста населения до миллиона новых жителей. В нём присутствуют рекомендации по развитию транспортной инфраструктуры, с учётом расширения основных центров деятельности (таких как Dandenong и Camberwell), и доступа к ним общественного транспорта с созданием линии Данденонг. Документ нацелен на то, чтобы к 2020 году 20 % поездок в Мельбурне осуществлялись общественным транспортом.
- 2003 год: Открытие бокс-Хилл трамвайно-легкорельсовой линии $23 миллиона[12].
- 2004 год: план «Объединение Мельбурна: Столичный транспорт» обобщил результаты внутреннего комплексного транспортного исследования Запада, Северо-Востока, внешних западных пригородов, Whittlesea и Северного Центрального городского коридора, и обозначил перспективы инвестиций в размере 1,5 миллиардов долларов США. К играм содружества были запланированы: реконструкция станции Южный Крест (которая закончилась с опозданием и превышением бюджета), расширение легкорельсового транспорта в Docklands и развитие региональной системы скоростных поездов. Начало расширения линии Южного трамвая Вермонта стоимостью 30,5 миллионов долларов[13].
- 2005: Начало проекта EastLink (Melbourne) стоимостью $ 2,5 млрд.
- 2006: Правительство штата выделяет на решение транспортных проблем сумму 10 миллиардов долларов для модернизации общественного транспорта и дорог. План изменений включал в себя проект «Think Tram», призванный сократить время поездки на трамвае, и рекомендации по системе SmartBus для восточных пригородов (отложены). Принятие закона о безопасности на железнодорожном транспорте (Rail Safety Act 2006), первый закон Виктории о безопасности на железнодорожном транспорте, вступил в силу 1 августа. Начало продаж билетов на транспорт по новым правилам. Первая независимая государственная служба безопасности на железнодорожном и автобусном транспорте и главный инспектор по безопасности на железнодорожном, автобусном и морском транспорте, приступили к работе 1 августа.
- 2007: Введение новой системы продажи билетов на общественный транспорт — Myki, которая была ранее отложена и превысила бюджет. Правительство штата инициирует создание транспортного плана Восток-Запад. Отменяется продажа билетов на общественный транспорт зоны 3. С 1 июля стартует процесс аккредитации водителей такси, автобусов и других коммерческих пассажирских транспортных средств, а также владельцев лицензий, операторов и поставщиков сетевых услуг в сфере такси. Появление первых велодорожек «Копенгагенского стиля» в Австралии на Суонстон-стрит, Карлтон[14]; Tim Pallas отвергает план городского совета Мельбурна по созданию велодорожек в Копенгагенском стиле на Сент-Килда-Роуд[15]. Закон Об аварийно-буксировочных услугах принят парламентом.
- 2008: Начало проекта углубления канала Порт-Филлип, затрагивающий судоходные каналы Мельбурна. Обсуждение транспортного доклада Эддингтона, стоимостью 18 миллиардов долларов, направленного на сокращение пробок. Основное внимание уделяется маршрутам Восток-Запад, включая вызвавшее споры строительство 18-километрового автомобильного туннеля и 17-километрового железнодорожного туннеля с новой железнодорожной линией от Werribee до Deer Park. Проблема выбросов парниковых газов, вследствие реализации доклада, не была затронута[16]. Открытие Estlink и начало модернизации шоссе Монаш-Ситилинк-Западные ворота. Департамент транспорта заменяет Департамент инфраструктуры. Публикация транспортного плана австралийской политической партии зелёных Виктории. Министр общественного транспорта Lynne Kosky откладывает проект железнодорожного сообщения с аэропортом на 20 лет[17]. Публикация транспортного плана Виктории, четвёртого «долгосрочного» транспортного обещания правительства штата с 2002 года[18]. Новый мэр Robert Doyle предлагает вернуть движение транспортных средств на Swanston Street.
- 2009 год: Принятие закона об аварийно-эвакуационных услугах с 1 января вводит новые стандарты для эксплуатации эвакуаторов (затрагивающий владельцев лицензий и водителей). Законопроект о транспортной интеграции (позднее Закон о транспортной интеграции 2010) внесён на рассмотрение парламента Виктории 10 декабря. Myki введен в конце декабря на пригородных поездах. Закон об упрощении основных транспортных проектов 2009 года, предусматривающий согласование и реализацию железнодорожных, автомобильных и портовых проектов, принимается парламентом и вступает в силу 1 сентября.
- 2010: Начало реализации (с 1 февраля) Комплекса справедливых штрафов в рамках транспортного регламента (по части нарушений). Штрафы за нарушения для несовершеннолетних уменьшены на две трети, а программа градуированных штрафов отменена. Закон О транспортной интеграции принят парламентом Виктории в феврале и вступает в силу 1 июля. Планирование запуска программы общественного велопроката в Мельбурне в середине года. Переработка Транспортного закона 1983 года со сменой названия на Transport (Compliance and Miscellaneous) Act 1983[19]. Управление общественным транспортом и морским сообщением объединены в лице Дирекции по безопасности на транспорте 1 июля. The Victorian Regional Channels Authority и корпорация «Port of Hastings» объединены с корпорацией «Port of Melbourne Corporation» 1 сентября. Избрание нового правительства штата 27 ноября, включавшее премьер-министра Ted Baillieu, министра общественного транспорта и дорог Terry Mulder, министра портов Denis Napthine и секретаря парламента по транспорту Edward O’Donohue, которое обещает создать Управление по развитию общественного транспорта. Принятие законов о туристических и исторических железных дорогах и О безопасности на море парламентом Виктории. Закон О безопасности автобусных перевозок 2009 года вступил в силу 31 декабря.
- 2011: Заявление Terry Mulder о намерении правительства в марте проанализировать индустрию сервиса такси, которая стартовала в конце мая под руководством Allan Fels. Закон Закон О внесении изменений в транспортное законодательство (реформа служб такси и другие вопросы) принят в парламенте Виктории 29 июня. Он наделил полномочиями аналитическую группу таксомоторной отрасли и создал комиссию по работе служб такси (начала свою деятельность 19 июля). Закон о поправках к транспортному законодательству (Port of Hastings Development Authority) 2011 года был принят парламентом Виктории 16 августа, создав Управление по развитию порта Hastings. Закон О туристических и исторических железных дорогах и правила поведения пассажиров на них вступили в силу 1 октября. Закон о поправках к транспортному законодательству (управление по развитию общественного транспорта) 2011 года проходит в парламенте Виктории 27 октября, наделяя полномочиями управление общественного транспорта Виктории (которое начинает функционировать 15 декабря).
- 2012: Начало работы управления по развитию порта Hastings с 1 января, обращая вспять слияние бывшего Port of Hastings Corporation и Port of Melbourne Corporation. Управление по развитию общественного транспорта (в настоящее время управление общественным транспортом Виктории) принимает на себя управление поездами, трамваями и автобусами в Виктории 2 апреля в соответствии с законом о поправках к транспортному законодательству (управление по развитию общественного транспорта) 2011 года. Завершение в апреле расширения железнодорожной линии Mernda до станции South Morang. С 1 июля корпорация Port of Melbourne Corporation несет ответственность перед правительством за уплату лицензионного сбора в размере 75 миллионов долларов США в соответствии с законом 2012 года Port Management Amendment (Port of Melbourne Licence Fee) Act 2012. Закон о безопасности на море 2010 года вступил в силу 1 июля, установив новые стандарты для коммерческих и прогулочных судов; заменив закон о безопасности на море 1988 года. Строгий контроль за оборотом наркотиков (для всех, кто отвечает за судно) и нулевой контроль за содержанием алкоголя в крови операторов коммерческих судов, усовершенствуется законом о поправках к транспортному законодательству (контроль за наркотиками и алкоголем и другие вопросы) 2012 года. Федеральное правительство утверждает план по усовершенствованию аэропорта Авалон до второго Международного аэропорта Мельбурна. Прекращение работы системы продажи билетов Metcard в декабре, оставила единственную систему продажи билетов на общественный транспорт Myki. В конце года проходит рассмотрение законов о открытии и эксплуатации автострады Peninsula Link.
- 2013: Открытие автострады Peninsula Link в январе. Начало реализации проекта строительства пешеходных переходов стоимостью 78 миллионов долларов с железнодорожных станций[20]. Дирекция управления общественного транспорта и транспортное управление по продаже билетов упраздняются с 1 июля, их функции переходят к отделению управления общественного транспорта Виктории. Комиссия по контролю служб такси становится государственным Управлением по контролю работы таксомоторного транспорта и проката автомобилей с 1 июля, заменив Управление службой такси Виктории (которое было упразднено).
- 2015: Департамент экономического развития и работы транспорта и ресурсов (DEDJTR) заменяет Департамент транспорта и планирования местной инфраструктуры, который теперь несет ответственность за транспортную политику.
- 2015: Региональное железнодорожное сообщение открывается в июне, отделяя ж/д станции Ballarat, Bendigo и Geelong от пригородного сообщения. Строительство двух новых станций Tarneit и Wyndham Vale.
- 2016: правительство приступает к проекту демонтажа железнодорожных переездов и разделения железнодорожных и автомобильных потоков[21].
- 2017: Началась работа над строительством туннеля метро который увеличит пропускную способность общественного транспорта в деловом центре Мельбурна[22].
- 2017: Департамент транспорта Виктории формируется в рамках DEDJTR путем внесения поправок в Закон О транспортной интеграции, для планирования и координирования транспортной сети.
- 2018: Федеральное правительство и правительство штатов объявили о финансировании строительства сообщения железнодорожного транспорта и аэропорта[23].
- 2018: Правительство штата объявляет о планах строительства пригородной железнодорожной петли, новой железнодорожной линии, соединяющей существующие железнодорожные коридоры на территориях которые не относятся к центральному деловому району, для упрощения пригородного сообщения[24].
- 2019: Департамент транспорта отделен от DEDJTR и становится ответственным за транспортную систему.

## Анализ использования общественного транспорта

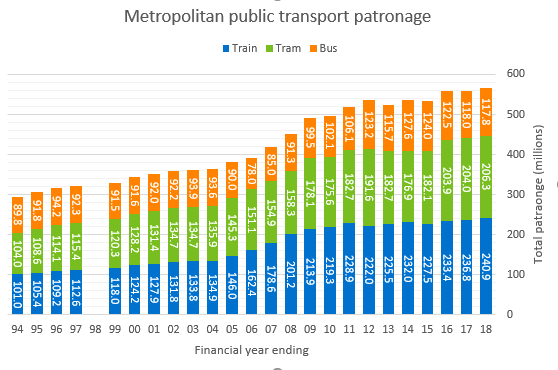
Диаграмма отражающая ежегодные затраты на общественный транспорт в Мельбурне.

| Общественный транспорт | 16 % |
| Автомобиль             | 67 % |

| Общественный транспорт | 56 % |
| Автомобиль             | 32 % |
| Прогулка               | 6 %  |
| Велосипед              | 4 %  |
| Прочее                 | 2 %  |

## Общественный транспорт
Система общественного транспорта Мельбурна включает в себя железнодорожное, трамвайное и автобусное сообщение. Трамвайная сеть Мельбурна является крупнейшей в мире. Около 300 автобусных маршрутов и 16 железнодорожных линий обслуживают пассажиропоток Мельбурна.
В Мельбурне существует интегрированная система продажи билетов на все виды общественного транспорта в столичном регионе, известная как бесконтактная смарт-карта «myki». Пассажиры прислоняют карты к считывателю на входе и выходе в общественном транспорте. Внедрение myki началось 29 декабря 2009 года на железнодорожной сети. Затем она появилась на трамваях, автобусах и региональных железных дорогах, полностью заменив старую систему карт Metcard с магнитной полосой 30 июня 2013 года.
После Второй мировой войны Мельбурн был городом, ориентированным на использование личного автомобиля, что привело к снижению использования общественного транспорта. Первоначальные транспортные схемы городского развития до сих пор отражают довоенные районы Мельбурна. Городская система общественного транспорта была приватизирована правительством в 1999 году. В соответствии с этим соглашением осуществление железнодорожных и трамвайных перевозок было передано частным компаниям, а инфраструктура осталась под контролем правительства. Тогда же несколько операторов заключили контракты, в том числе Connex Melbourne, M>Train и Keolis Downer. Несмотря на первоначальные планы, что государственные субсидии сократятся до нуля к 2015 году, выплаты частным компаниям вместо этого значительно увеличились.
Проведенный в 2009 году анализ пространственного синтаксиса трамвайной и железнодорожной сети Мельбурна показал, что только 8,8 процента жителей столичного региона тратили на поездку в пределах района 30 минут, и только 10-15 процентов могли своевременно получить доступ к соответствующему виду общественного транспорта. Система общественного транспорта Мельбурна обслуживала лишь семь процентов от всех поездок в пределах столичного региона; эта цифра увеличилась до девяти процентов в начале 2009 года, а доля пассажиро-километров увеличилась до 11 процентов.

### Автобусы

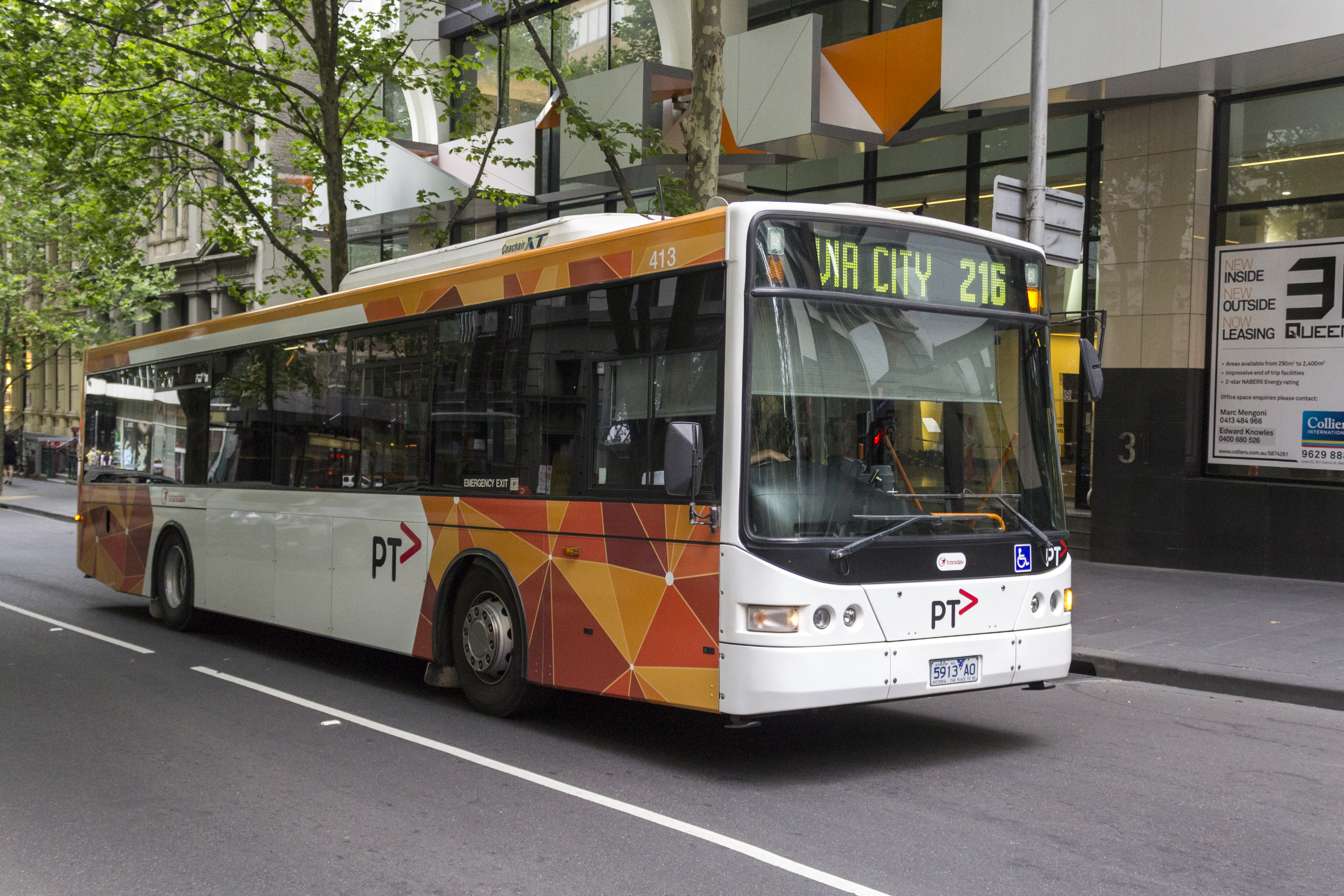
Автобус оператора Transdev Melbourne на улице Queen Street, Мельбурн.

Автобусная сеть состоит из 50 автобусных компаний, осуществляющих деятельность по договору франшизы с правительством штата. Функционирует около 300 маршрутов, в том числе двадцать один ночной автобусный маршрут по пятницам и субботам. Автобусный парк достаточно скудный по сравнению с аналогичными городами по всей Австралии, некоторые эксперты объясняют это наличием трамвайной сети, обслуживающей многие маршруты, совпадающие с автобусными. Несколько маршрутов SmartBus были введены в конце 2000-х годов для улучшения системы, путём увеличения парка, сокращения промежутков времени обслуживания и увеличения времени работы, другие маршруты работали без нововведений. Несмотря на успех, проект отменён в 2014 году, и приоритет пользования автобусами постепенно снижался, уступая автомобилям.
Не смотря на то что вся сеть автобусов использует систему myki, автобусы Skybus Super Shuttle, курсирующие между аэропортом Мельбурна и железнодорожным вокзалом Southern, не оборудованы системой myki. Местные советы самоуправления регулируют бесплатное общественное автобусное сообщение в своих районах, например: Port Phillip, Nillumbik и Даребин.

### Трамваи

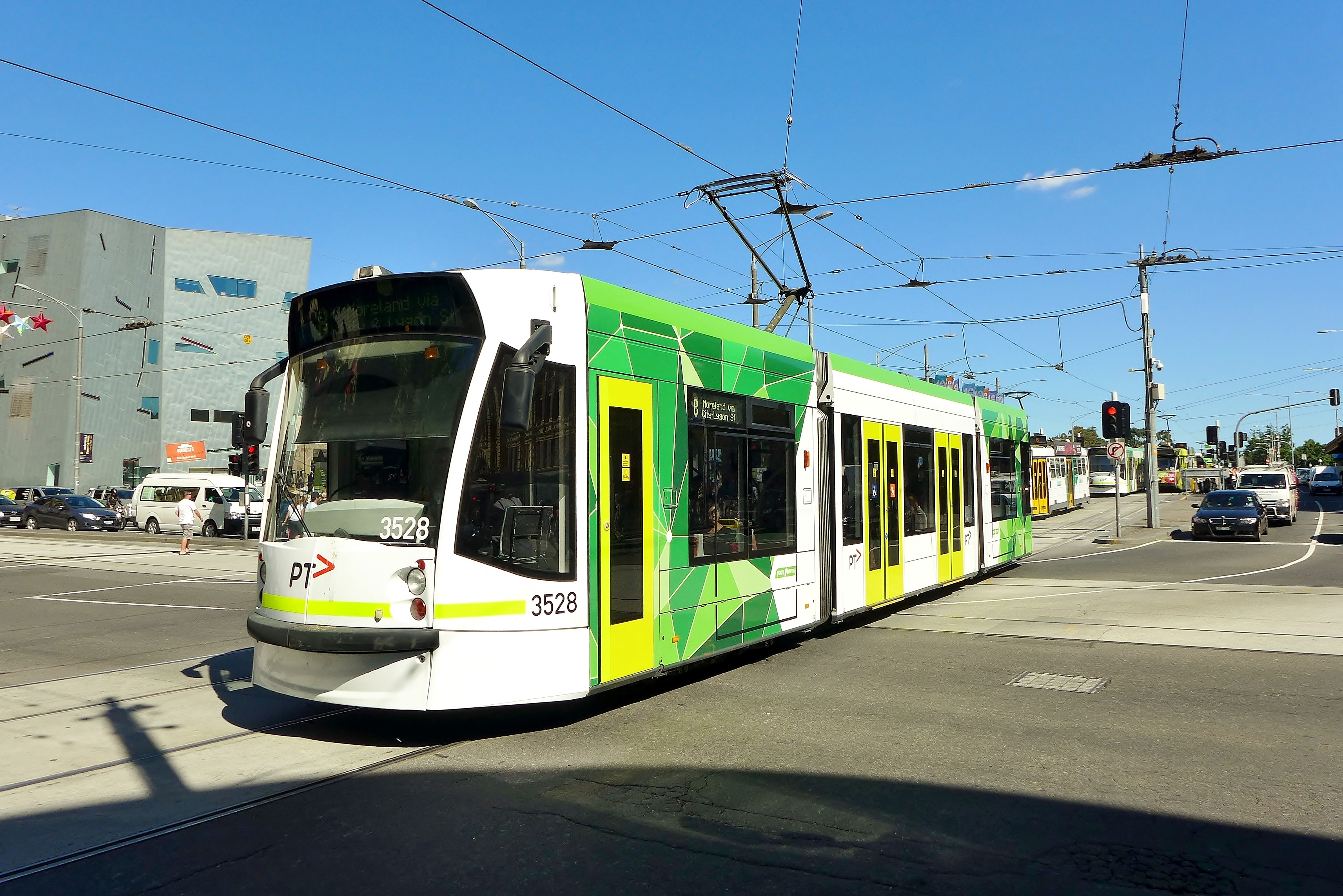
Трамваи D класса под управлением компании Yarra Trams

Мельбурн имеет самую большую в мире трамвайную сеть, насчитывающую 250 километров (160 миль) полотна, около 500 трамваев на 24 маршрутах и 1763 трамвайных остановок, находящихся под управлением компании Keolis Downer. Также существует два маршрута легкорельсового транспорта. Большая часть трамвайных путей сосуществует с плотным потоком иных транспортных средств, что делает трамвайную сеть Мельбурна одной из самых медленных в мире. Трамваи обеспечивают сообщение преимущественно во внутренних пригородах и, как правило, осуществляют короткие и средние поездки. В центре города действует бесплатный маршрут City Circle, на котором курсируют старинные трамваи компании Colonial Tramcar Restaurant.

### Пригородная железная дорога

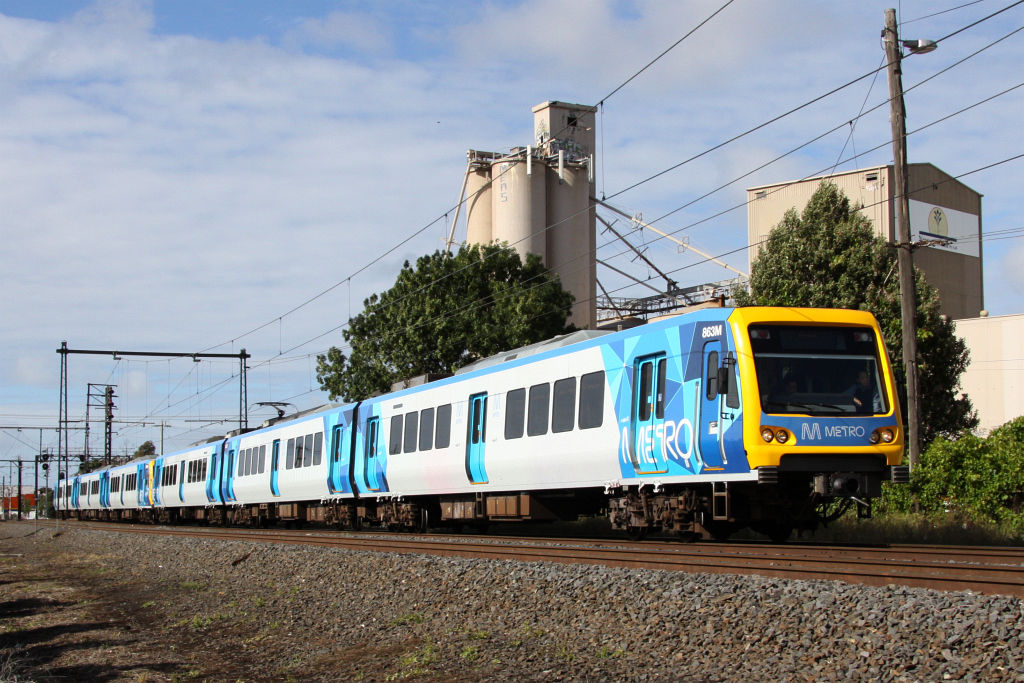
Поезд X’Trapolis 100

Мельбурн имеет 16-линейную городскую тяжелорельсную железнодорожную сеть, которая управляется Metro Trains Melbourne состоящей из 326 электропоездов. За исключением линии Stony Point, вся городская железнодорожная сеть электрифицирована. Городская сеть считается гибридом пригородного железнодорожного транспорта, а не системой метрополитена с высокой частотой и высокой пропускной способностью. Столичные, сельские и межгосударственные железнодорожные сети соединяются воедино на железнодорожной станции Southern Cross railway station, в центральном деловом районе Мельбурна, с другой главной станцией, являющейся железнодорожным вокзалом Флиндерс-стрит.

### Региональная железная дорога

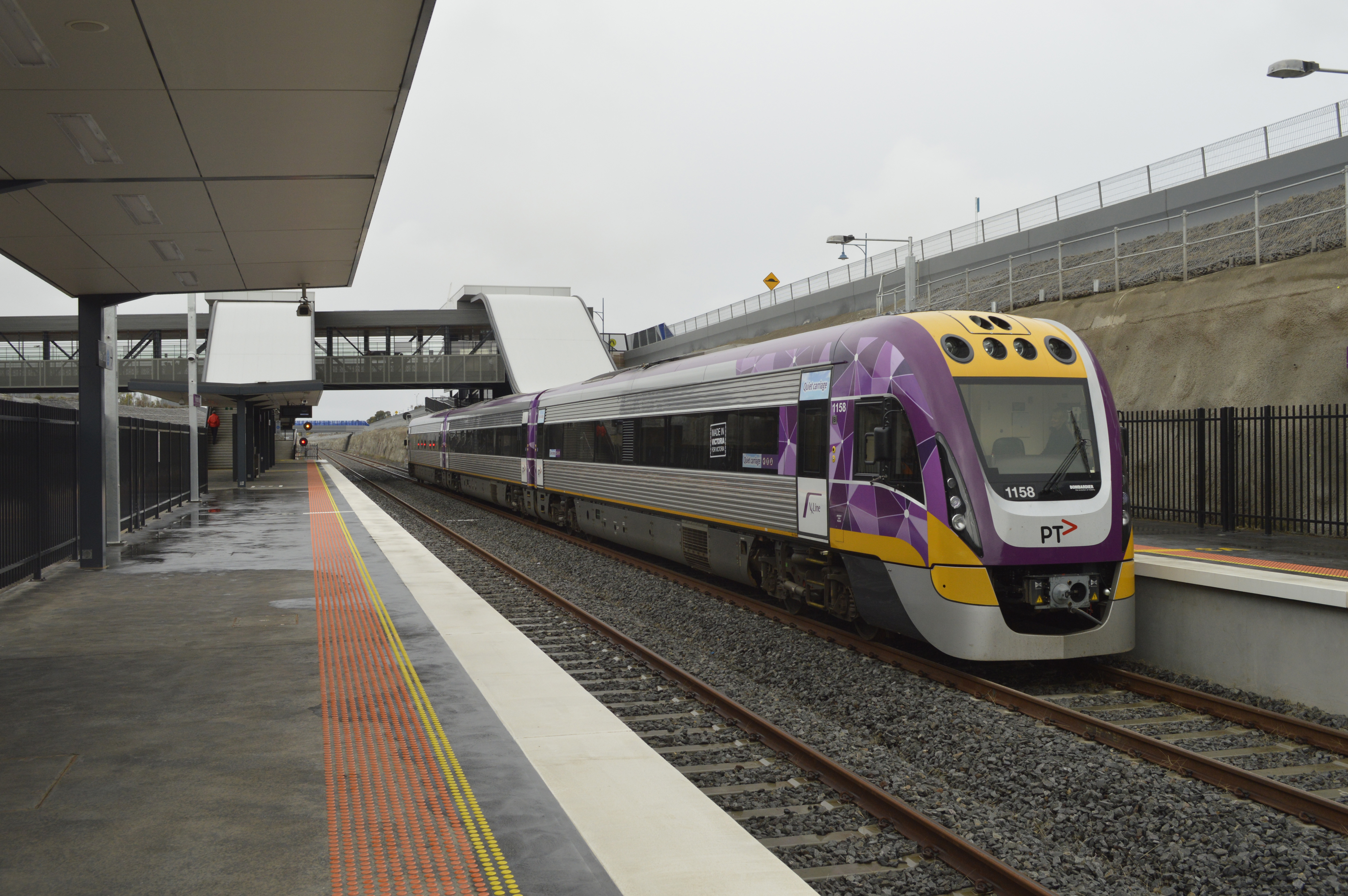
Дизельный поезд V/Line VLocity на железнодорожной станции Wyndham Vale.

Мельбурн является центром государственной железнодорожной сети, состоящей из линий, используемых для грузовых и пассажирских перевозок. Обслуживанием пассажиров штата управляет государственная корпорация V/Line, имеющая парк поездов из локомотивов и несколько дизельных поездов. Семь пассажирских железнодорожных линий соединяют Мельбурн с городами в Виктории. На участках линий, которые являются частью сети V / Line, охватывающих столичный район, также используется билетная система myki.
Город также связан с железнодорожным вокзалом Сиднея и Аделаидой благодаря скоростным поездам XPT и The Overland компаний NSW TrainLink и Journey Beyond.

### Тарифы
Система общественного транспорта Мельбурна разделена на две зоны, в дополнение к зоне бесплатного трамвая в центральном деловом районе и некоторых прилегающих районах. Myki имеет две формы билетов: myki money (в которой деньги загружаются на myki и система выбирает «лучший тариф») и myki-pass, где пассажиры предварительно покупают билеты (или пропуска).

## Грузовые перевозки

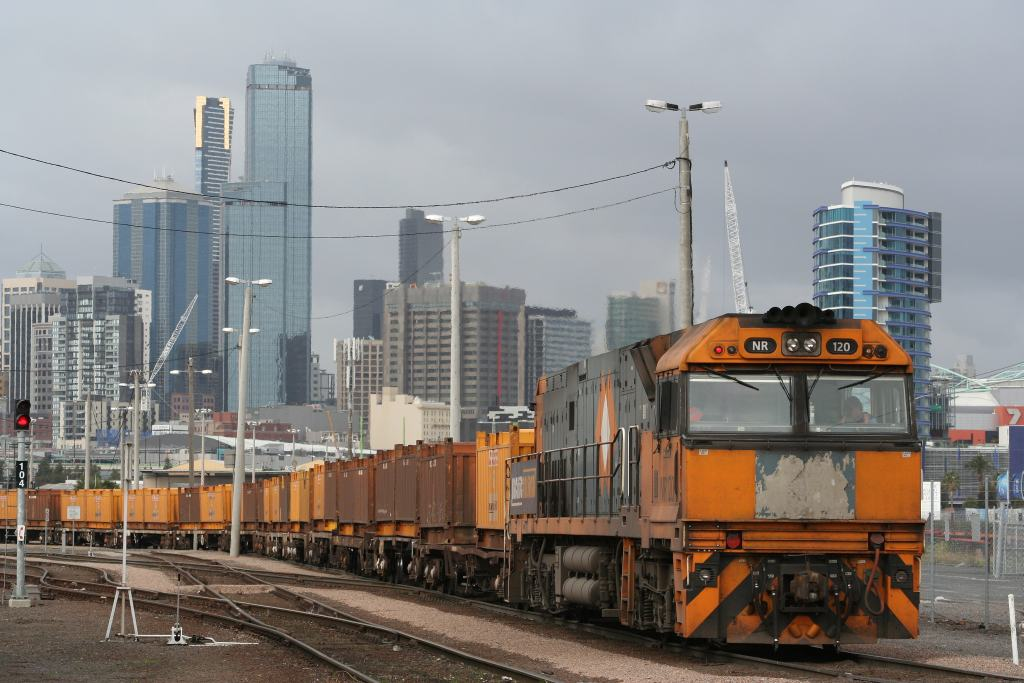
Паровоз Pacific National на металлургическом терминале в Мельбурне, июнь 2006 год.

Порт Мельбурн является крупнейшим контейнерным и генеральным грузовым портом Австралии, обрабатывающим 33 процента торговых контейнеров Австралии. Судоходные линии работают примерно в 300 городах по всему миру, и 3,200 судов посещают порт каждый год. Порт находится в западной части Мельбурна, недалеко от слияния рек Марибирнонг и Ярра.

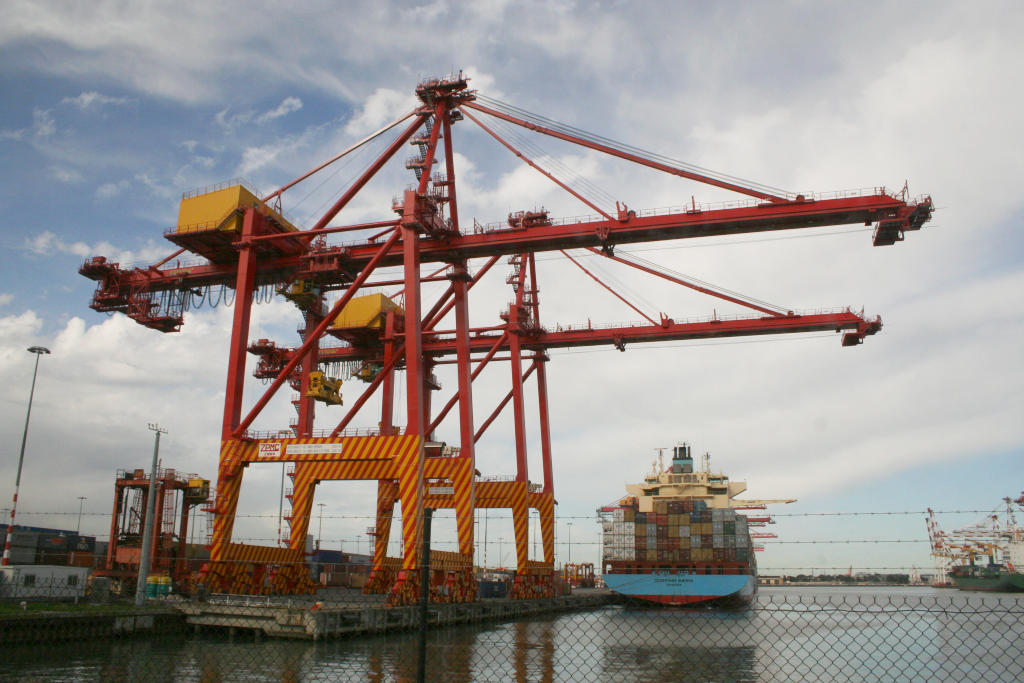
Контейнерный кран и корабль в доке Swanson East

Мельбурн имеет разветвлённую сеть железнодорожных линий и верфей для обслуживания грузовых перевозок. Линии бывают двух видов — 5 футов 3 дюйма (1600 мм) и 4 фута 8 1/2 дюйма (1435 мм) как стандартная Европейская колея, не имеющие электрификации. У грузовых поездов есть свои собственные линии в западных пригородах города, но в других районах грузовые поезда делят пути с поездами метрополитена Мельбурна и пассажирскими поездами V / Line. Большинство грузовых терминалов находятся в пригородах возле порта между центральным деловым районом Мельбурна и Footscray. У нескольких пригородных станций были свои собственные товарные склады, с грузовыми поездами, работающими в пригородной сети до 1980-х.

## Аэропорты

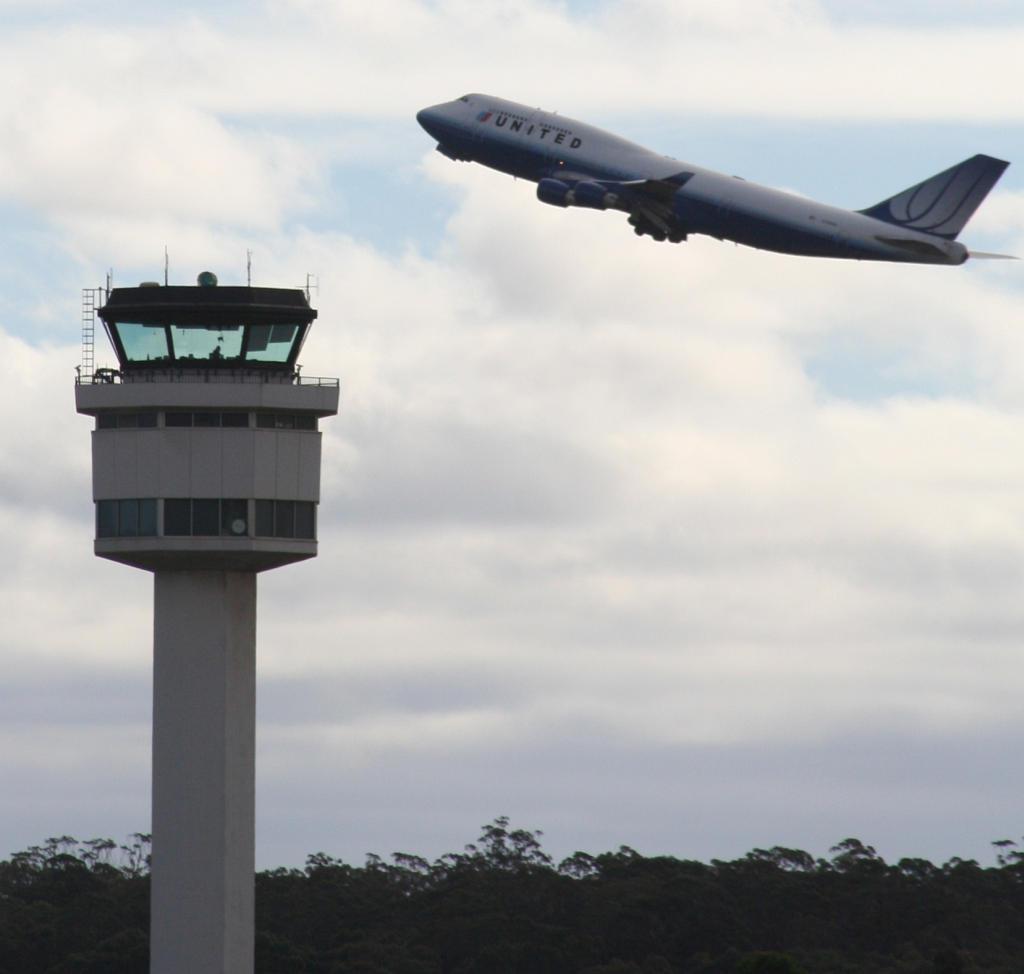
Взлетающий самолёт с диспетчерской вышкой аэропорта Мельбурна

Мельбурнский аэропорт, расположенный в северо-западном пригороде Tullamarine, является вторым по загруженности аэропортом Австралии. Он обслуживает более 30 авиакомпаний и 22 миллиона международных и междугородних пассажиров ежегодно. Аэропорт обслуживает как пассажирские авиакомпании: Qantas, Jetstar Airways, Tigerair Australia и Virgin Australia, так и грузовые авиакомпании Qantas Freight и Toll Priority.
Авалон — второй крупный пассажирский аэропорт Мельбурна, находится к юго-западу от города и к северо-востоку от Джелонга. Аэропорт Авалон, в основном используемый Jetstar, выполняет рейсы в Брисбен, Сидней и Перт. AirAsia X начала выполнять бюджетные рейсы из Авалона в Куала-Лумпур в декабре 2018 года, что дало Мельбурну второй международный аэропорт (уникальный среди столиц штатов Австралии).
Эссендон первый крупный аэропорт города, больше не используется для регулярных международных рейсов. Хотя небольшое количество региональных авиакомпаний совершают вылеты из него, он в основном используется для авиации общего назначения, а также является базой санитарной авиации Виктории.
Аэропорт Мураббин, к югу от Мельбурна, в основном используется для обслуживания легкомоторных самолётов и лётных занятий. Он принимает некоторые региональные авиалинии, в частности с острова Кинг, Тасмания. Мураббин является аэропортом класса D, и его код по ИКАО «YMMB». Военно-воздушная база RAAF Williams, Point Cook, Королевских австралийских военно-воздушных сил, расположена вблизи юго-западных границ Мельбурна.

## Дороги

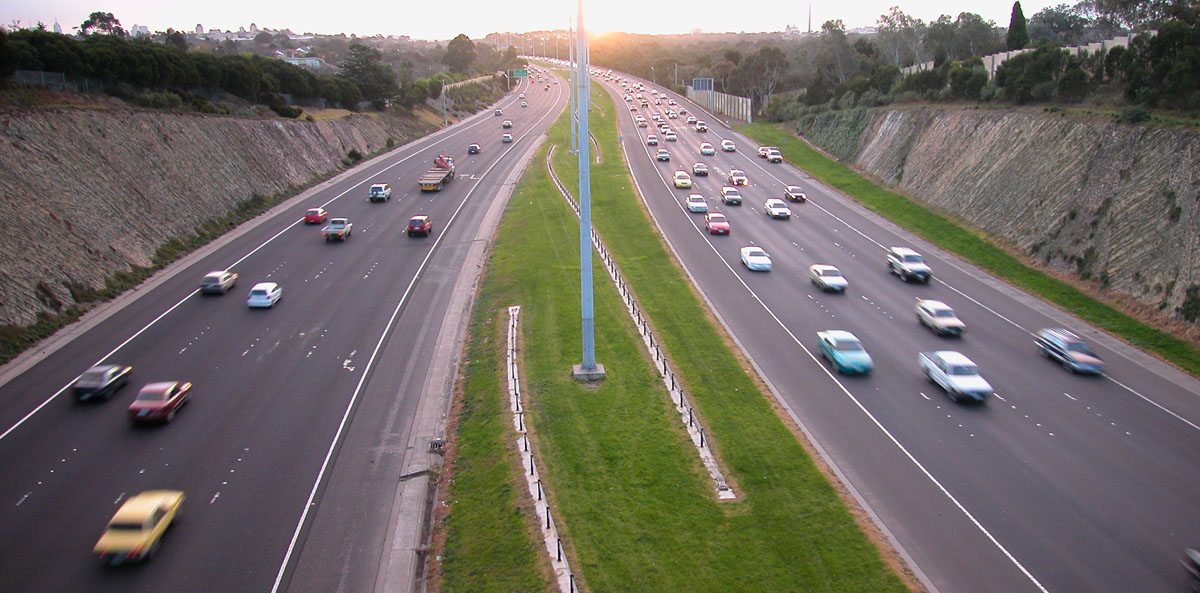
Восточная автострада, в сторону Мельбурна

Мельбурн — один из самых зависимых от автомобилей городов в мире, где 74 % всех поездок на работу или учёбу и обратно осуществляются на автомобиле.
Его сеть автострад является крупнейшей в Австралии, с обширной сетью прилегающих дорог, отмеченных на первых топографических картах. Общая протяженность городских дорог составляет 21 381 км (13 286 миль).
Строительство автострад было запущено после транспортного плана Мельбурна 1969 года, который включал в себя сеть автострад, которые будут охватывать столичную область. План был пересмотрен четыре года спустя, и многие проекты в центре города были отменены. Автострады, построенные в течение 1960-х и 1970-х годов, включают Юго-Восточную магистраль (в настоящее время является частью автострады Монаш), автостраду Тулламарин, нижнюю автостраду Ярра (ныне автострада West Gate) и Восточную автостраду.
Расширение некоторых автострад осуществлялось около тридцати лет, например, автострады Монаш, сети платных дорог CityLink и Западной кольцевой дороги, которые находились в процессе перманентного строительства в течение этого времени. Также происходило расширение автострады в направлении пригорода Mornington Peninsula Freeway, Восточной автострады и Южной автострады Гиппсленда. В 2008 году была открыта платная автомагистраль EastLink, а существующие автострады были дополнительно расширены.
Несмотря на цифры в правительственных докладах, указывающие на замедленный рост автомобильных поездок с 2006 года (нулевой рост в 2008-09 годах). А также цели сократить использование личного автотранспорта в городе до 80 процентов, правительство штата объявило о нескольких крупномасштабных инвестициях в дорожную инфраструктуру для завершения многих проектов из первоначального плана 1969 года, включая участки дорог: Peninsula Link, East West Link и North East Link. Тем самым правительство, инициируя дорожное строительство, продолжает увеличивать процент использования личного автотранспорта, и закрывает дорогу для прямых инвестиций на иные транспортные проекты.

## Велосипеды

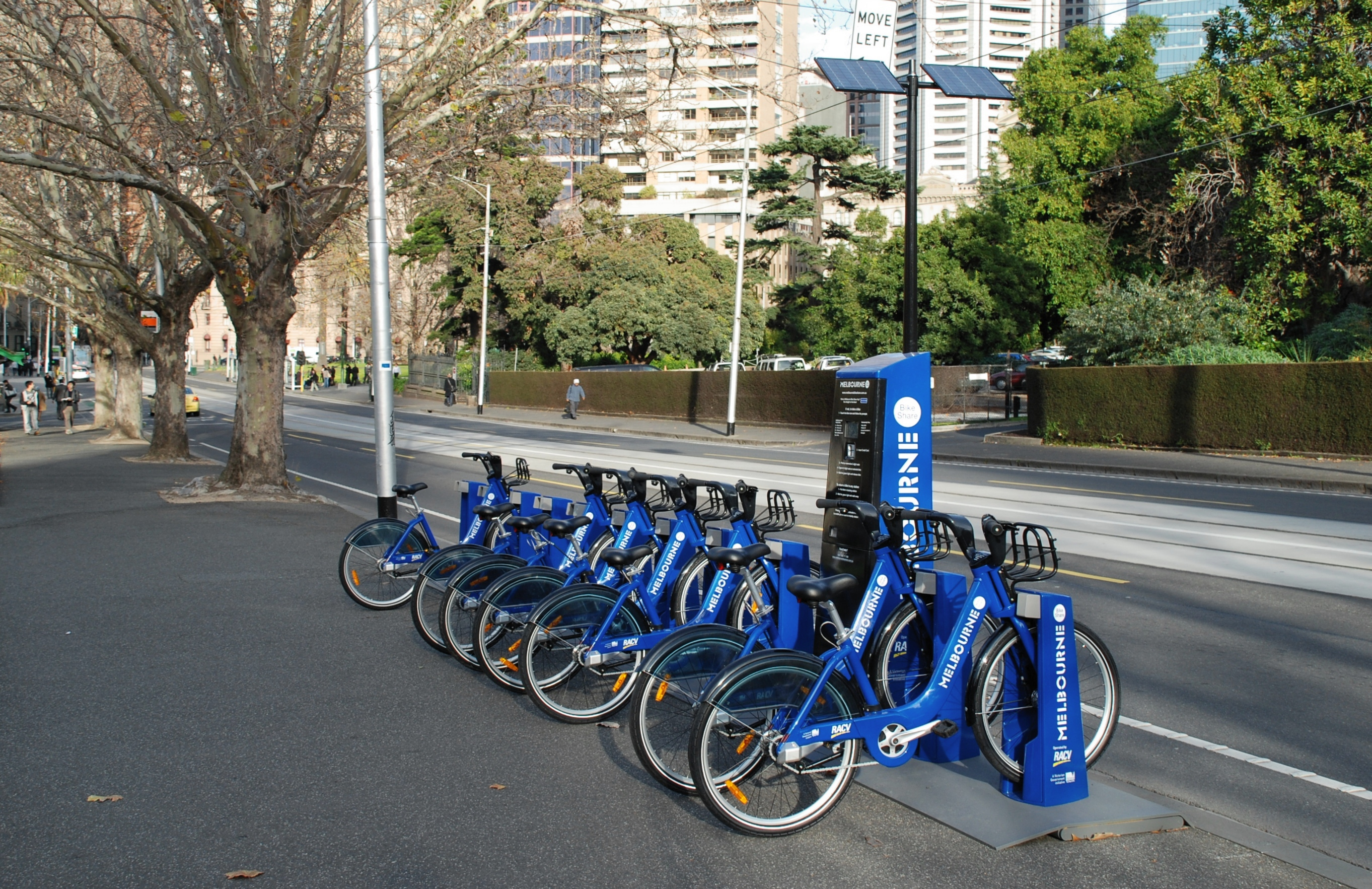
Пункт проката велосипедов на улице Macarthur

Мельбурн имеет обширную сеть велосипедных дорожек, которые используются для отдыха и поездок на работу. Также пять его пригородов входят в десятку лучших в Австралии по показателям инфраструктуры для велосипедистов. Она подразумевает ряд велосипедных дорог, расположенных рядом с пешеходными дорожками, вне автомобильного движения, но тенденция дальнейшего развития инфраструктуры в пригородах снижается.
31 мая 2010 года в Австралии была введена первая система совместного использования велосипедов. Полная система состоит из 50 док-станций с 600 велосипедами, расположенных по всему центральному деловому району города. Сингапурская компания по прокату велосипедов oBike вышла на рынок Мельбурна в середине 2017 года, но отказалась от своей программы в 2018 году после частых жалоб и проблем с её эксплуатацией.

## Такси

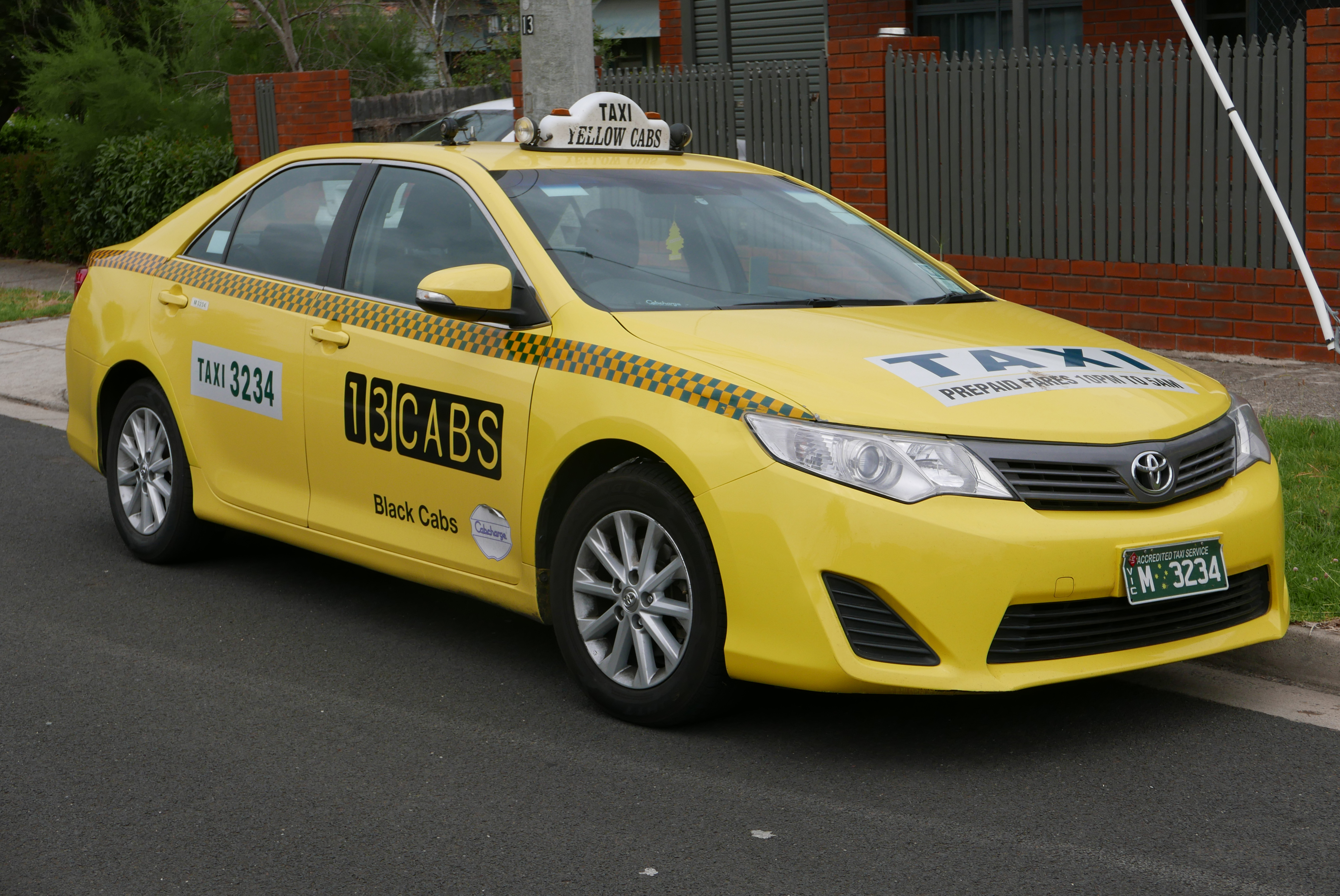
Такси Мельбурна

Такси в Мельбурне с 1 июля 2013 года регулируются Комиссией служб такси, которая начала свою работу 19 июля. Анализ индустрии такси привёл к крупным реформам в отрасли.. Например, согласно постановлениям, такси должны были быть окрашены в канареечно-желтый цвет, пока это требование не было отменено в 2013 году. Мельбурн имеет 4 660 лицензированных такси, оборудованных счетчиками, в том числе 443 автомобиля для перевозки инвалидов на колясках.
Услуги по перевозке оказывают операторы служб такси, такие как Uber, DiDi, Shofer, Bolt, GoCatch, Shebah, Ola.

## Паромы
К общественному транспорту Виктории относятся два паромных сообщения: Westgate Punt (соединяя районы Spotswood и Fishermans Bend) и French Island Ferry, паром который курсирует между железнодорожной станцией Stony Point, островом Френч и городом Cowes на острове Филлип.
Круизные суда и паромы (в том числе «Spirit of Tasmania», следующий в Тасманию через Бассов пролив) причаливают к станционному пирсу в заливе Порт-Филлип. Частные паромы и другие суда также курсируют от Southbank вдоль реки Ярра до Williamstown через залив Порт-Филлип.

## Законодательство и регулирование

### Закон о транспортной интеграции
Закон о транспортной интеграции Виктории 2010 года, основополагающий закон в транспортной системе, который утверждает уставы государственных органов, ответственных за транспортное обеспечение и управление транспортной системой штата. Департамент экономического развития, занятости, транспорта и ресурсов отвечает за интеграцию и координацию транспортной системы Виктории. Помимо него и другие департаменты и учреждения отвечают за координацию и реализацию проектов в области транспорта, например:
- «Транспорт Виктории»
- «Общественный Транспорт Виктории»
- VicRoads
- V/Line
- VicTrack

### Административные органы
Есть несколько агентств и организаций, которым поручены координация и обеспечение транспорта в Виктории. Многие из них относятся к департаменту «Транспорта Виктории», но были ведомства управляемые независимыми правительственными организациями.

### Общественный Транспорт Виктории
В 2010 году правительство штата приняло решение создать новое независимое агентство для координации и надзора за всеми аспектами общественного транспорта штата. Департамент берет на себя бразды правления, планирования, координирования столичными трамваями, столичными и региональными автобусами и поездами, заменив прежнюю структуру из нескольких учреждений. Департамент учрежден в конце 2011 года, а функционирование в полноценном объёме стартовало в середине 2012 года. Департамент взял на себя все железнодорожные, трамвайные и автобусные обязанности бывшей Дирекции отдела общественного транспорта, а также обязанности управления по продаже транспортных билетов и MetLink, до их упразднения.

### Департамент «Транспорта Виктории»
В 2016 году правительство штата учредило новое независимое агентство для координации и надзора за всеми аспектами общественного транспорта штата. Оно исполняет функции разветвлённого агентства, контролируя деятельность ряда других транспортных организаций и агентств на различных видах транспорта. Включая в себя железные дороги, общественный транспорт Виктории и V / Line. Агентство основано в 2017 году и функционирует при Департаменте экономического развития, занятости, транспорта и ресурсов..

### Комиссия служб такси
В начале 2011 года правительство объявило о проведении расследования в сфере услуг такси и создании комиссии по услугам такси (TSC). Расследование осуществлялось под предводительством государственного служащего Allan Fels. Закон о поправках к транспортному законодательству (реформа служб такси и другие вопросы), принятый в конце июня 2011 года в целях расширения возможностей расследования. TSC, основанная 19 июля 2011 года, стала государственным рычагом управления в сферах такси и проката автомобилей с 1 июля 2013 года.

### Управление по развитию порта Hastings
Правительство отменило слияние корпораций Port of Melbourne Corporation (PMC) и Port of Hastings, создав новое управление по развитию порта Hastings для надзора за развитием нового порта. Законопроект 2011 года о поправках к транспортному законодательству (управление по развитию порта Hastings) был принят парламентом Виктории в конце года, 1 января 2012 года управление начало свою деятельность.

### Управление по безопасности
Безопасность железнодорожных перевозок в Мельбурне регулируется законом о безопасности железных дорог 2006 года. Закон применяется к коммерческим пассажирским и грузовым перевозкам, а также туристическим и историческим железным дорогам. Закон обозначил границы требований безопасности для всех участников железнодорожной отрасли. Железнодорожные операторы, управляющие инфраструктурой и машинисты подвижных составов, обязаны получить аккредитацию до начала деятельности. Аккредитованные железнодорожные операторы должны иметь систему управления безопасностью для руководства и сотрудников. Санкции за нарушение требований безопасности, установленных Законом о безопасности на железнодорожном транспорте, изложены в Законе 1983 года о транспорте (соблюдение и прочие вопросы).
Регулирование безопасности в автобусном и морском сегментах контролируется Дирекцией по безопасности на транспорте в соответствии с Законом о безопасности автобусов 2009 года и Законом о морских перевозках 1988 года, соответственно. Эти сегменты подчиняются необвинительному плану расследования (поиск и понимание причин, а не виновных в происшествии, для улучшения безопасности на транспорте), проводимому главным Следствием по вопросам транспортной безопасности. Регулятором безопасности железнодорожных, автобусных и морских сообщений Мельбурна является «Транспортная безопасность Виктории», созданная в соответствии с законом О транспортной интеграции 2010 года.
Железнодорожные, автобусные и морские операторы в Виктории могут быть подвергнуты необвинительному расследованию главным Следствием, «транспортной безопасностью» или Австралийским бюро транспортной безопасности (ATSB). В соответствии с частью 7 Закона об интеграции транспорта 2010 года главное Следствие занимается расследованием вопросов безопасности на железнодорожном, автобусном и морском транспорте, включая произошедшие инциденты. ATSB обладает юрисдикцией в отношении железных дорог (на обозначенной межгосударственной железнодорожной сети), морского сообщения (если судно (суда) попадает под государственное или AMSA регулирование) и вопросов безопасности автобусов (по приглашению юрисдикции).

### Продажа билетов и правила поведения на общественном транспорте
Условия продажи билетов для железнодорожного, трамвайного и автобусного сообщения Виктории, содержатся в транспортном уставе по продаже билетов от 2006 года и руководстве по тарифам и инструкции обилечивания. Правила безопасности и поведения в поездах и трамваях Виктории, содержатся в Законе 1983 года о транспорте (соблюдение и прочие вопросы) и правилах поведения в поездах и трамваях от 2005 года. Правила поведения в автобусах изложены в правилах перевозки (пассажирских транспортных средств) от 2005 года.